# Balanion
Balanionidae
Famille
Genre
Balanion, unique représentant de la famille des Balanionidae, est un genre de Ciliés de la classe des Prostomatea et de l’ordre des Prostomatida ou des Prorodontida.

## Étymologie
Le nom Balanion signifie « petit gland », en référence à la forme de l'organisme.

## Description
Les espèces du genre Balanion sont de petits ciliés (12 à 26 µm) transparents, approximativement en forme de gland. La partie arrière de ces organismes est pourvue d'une petite échancrure, au fond de laquelle se trouve une sorte de queue mesurant un peu plus que la longueur du corps de l'animal. La partie la plus large du corps s'effile vers l'arrière et vers l'avant.
L'extrémité postérieure est plutôt émoussée, l'extrémité antérieure se termine par une partie circulaire saillante d'assez grand diamètre. À partir de cette bordure, une invagination en forme d'entonnoir s'incline puis se rétrécit rapidement, menant à l'ouverture profonde de la bouche, au centre.
La surface du corps est recouverte de cils très denses entre le renflement circulaire antérieur et le milieu du corps.
Dans le plasma transparent se trouve un noyau rond à ovale, assez dense. Sont également observés de nombreux corps de tailles diverses ayant une forte réfraction à la lumière, ainsi que de nombreux corps alimentaires.

## Habitat et répartition
Balanion a été récolté par Alfred Wulff (d) dans le port de Kiel, en mer du Nord et en mer de Barents.

## Liste des espèces
Selon le World Register of Marine Species (21 octobre 2023) :
- Balanion comatum Wulff, 1922

Selon GBIF (21 octobre 2023) :
- Balanion comatum Wulff, 1919
- Balanion planctonicum (Foissner, Oleksiv & Müller, 1990) Foissner, Berger & Kohmann, 1994
- Balanion planktonicum

## Systématique
Le genre et son espèce type Balanion comatum ont été décrits par Alfred Wulff (d) en 1922. La famille monogénérique des Balanionidae a été proposée par Eugene B. Small (d) & Denis Heward Lynn (d) en 1985. Le genre est classé dans l’ordre des Prostomatida ou des Prorodontida.